# Ло Уей
Ло Уей (на китайски: 羅維; на пинин: Luó Wéi) е хонконгски режисьор и актьор.
Роден е на 12 декември 1918 година в провинция Дзянсу. Започва кариерата си като актьор в Съчуан и Шанхай, а след края на Втората световна война се установява в Хонконг. Най-голям успех има с екшън филмите си от 70-те години, когато в негови филми започват кариерата си звездите в този жанр Брус Лий и Джаки Чан.
Ло Уей умира на 20 януари 1996 година в Хонконг.

## Избрана филмография
- „Големият шеф“ („唐山大兄“, 1971)
- „Юмрукът на яростта“ („精武门“, 1972)
- „黄面老虎“ (1974)